# Altona (Manitoba)
Altona è un comune (town) del Canada, situato nella provincia di Manitoba, a circa 100 km da Winnipeg.